# Ikon (számítástechnika)
Az ikon a számítástechnikában egy kis képet jelent, melynek mérete általában 16×16 és 128×128 pixel (a Vistában a 256×256 méretet is használják) között van, és egy fájlt, könyvtárt, alkalmazást vagy eszközt jelképez egy operációs rendszerben. Az ikonokat először az 1970-es években fejlesztették ki a számítógépes interfészek használatának megkönnyítésére a kezdő felhasználók számára a Xerox Palo Alto Research Center kutató központjában. Az ikonalapú felhasználói felületeket később az Apple Macintosh és a Microsoft Windows operációs rendszerek terjesztették el.
Ikonok a számítógépes alkalmazások eszköztáraiban és a menüiben is megtalálhatók a program különféle funkcióinak jelzésére.

## Alkalmazás ikonok

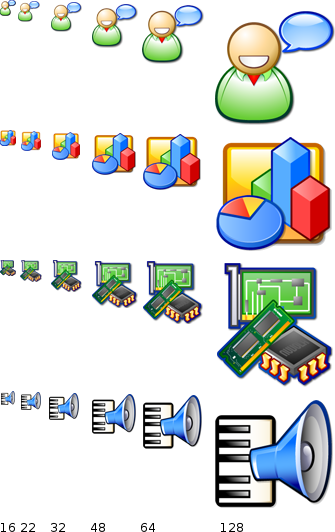
Példa az ikontervezésre: Nuvola ikonok a KDE környezetbe hat különböző méretben

A legtöbb funkciót a grafikus felhasználói felületek esetén ikon jelképez. Az ikonra való kattintással elindítható a program vagy kiválasztható a funkció.
Jó ikonok készítése már önmagában is művészetnek tekinthető és összemérhető a miniatűr festészet nagyjaival, mint Joseph Severn és Charles-François Daubigny.
Az ikonoknak egyedinek, megkülönböztetőnek, kicsinek és különböző monitorokon és felbontásban is használhatónak kell lennie. Ez elég bonyolult dolog, mivel sok különböző ikont kell elkészíteni különböző nézetekre, különböző operációs rendszerekre és különböző alkalmazásokhoz. Például az egyik operációs rendszer 16, 32 és 48 pixeles ikonokat kíván meg, míg a másik 16, 24, 48 és 96 pixeles ikonokat használ.

## Dokumentumikonok
A könyvtárak a legtöbb esetben a dokumentumokat ikonokkal reprezentálják a fájlnéven kívül. A legtöbb rendszerben és fájl esetén ezek általános ikonok, melyek a fájlt vagy fájltípust létrehozó programra utalnak. A fájl ikonok bizonyos esetekben szintén tekinthetők művészi alkotásoknak.
Grafikai tartalmú fájlok esetén a modern rendszerek az általános ikon helyett a kép csökkentett méretű változatát jelenítik meg. Ez a csökkentett méretű kép általában 128×128 vagy 117×117 pixel méretű az operációs rendszertől függően. Az „ikon nézetben” vagy más, hasonló funkciójú nézetben érhető el.
A legtöbb modern program a nem grafikus formátumoknak is generál ilyen csökkentett méretű változatot, így látható a PDF dokumentum vagy akár egy prezentáció egy-egy lapja is.